# Église Saint-Pierre de Grand-Verly
Pour les articles homonymes, voir Église Saint-Pierre.
L'église Saint-Pierre de Grand-Verly est une église catholique située à Grand-Verly, en France.

## Localisation
L'église est située dans le département français de l'Aisne, sur la commune de Grand-Verly.

## Historique
L'édifice est inscrit au titre des monuments historiques en 1998.

## Annexes

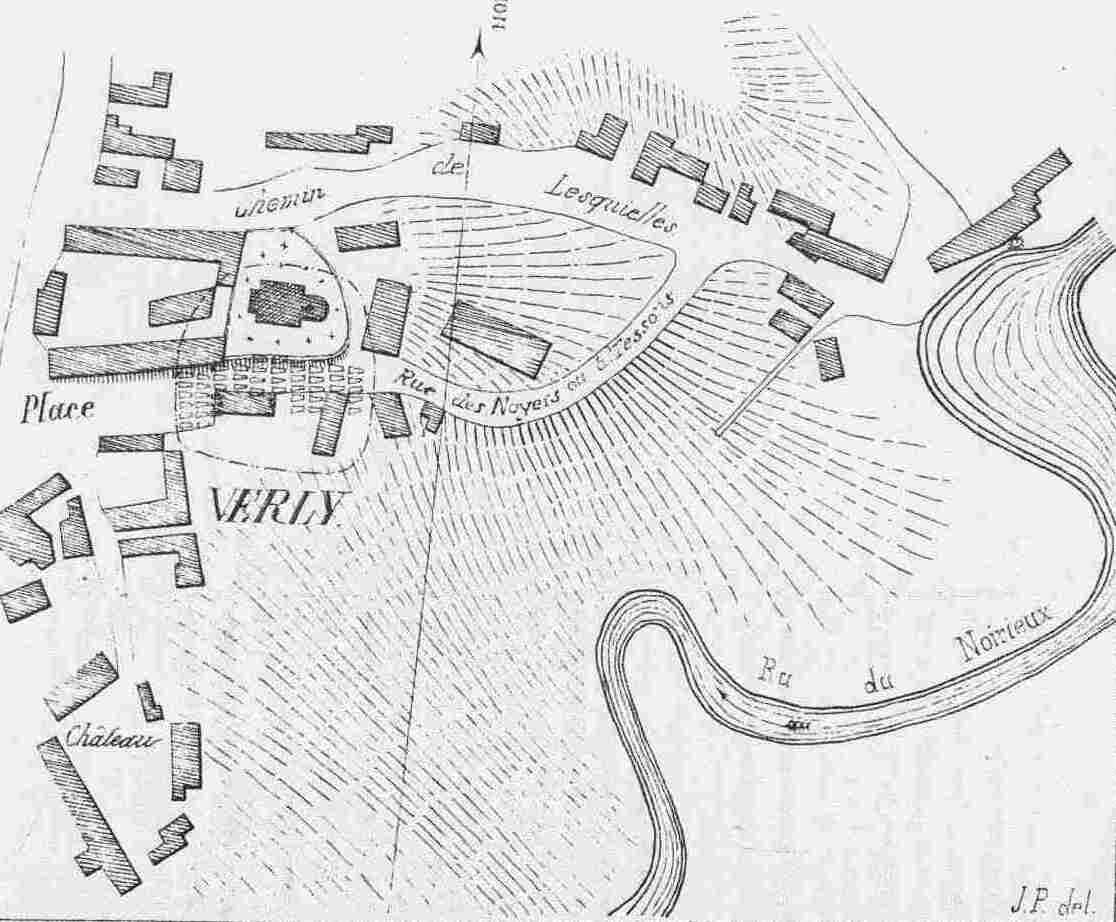
Emplacement de l'Eglise et du cimetière mérovingien